# François-Henri Lavanchy
François-Henri Lavanchy (* 4. Januar 1848 in Morges; † 11. Mai 1922 in Cannes) war ein Schweizer Unternehmer, Philanthrop und Filmpionier.

## Leben und Werk
Lavanchy war während des Deutsch-Französischen Krieges Krankenpfleger beim Schweizerischen Roten Kreuz. 1879 heiratete er die Engländerin Jenny Elisabeth, geborene Clarke. In den 1880er Jahren trat er für die Anliegen der Sehbehinderten ein und gründete 1881 in Paris eine Berufsschule. In Lausanne unterstützte er 1892 die Gründung eines Ateliers für Sehbehinderte.

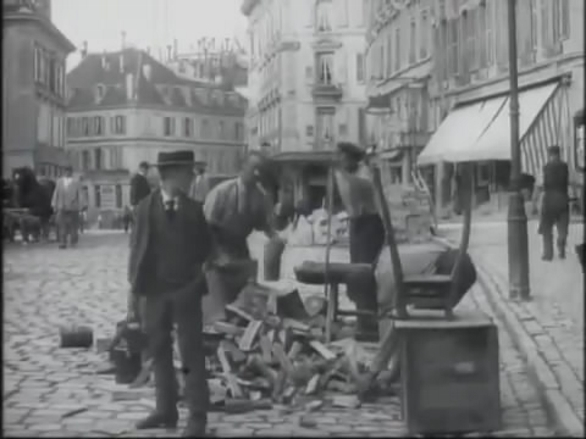
Scieurs de bois

Lavanchy, der 1889 eine Firma zur Nutzung von Münzautomaten gründete, hatte schon lange vor dem Kinematographen Interesse an der Erforschung bewegter Bilder gezeigt. Mit seinem Schwiegervater William Gibbs Clarke war Lavanchy einer der vier Gründer der Société Française du Phonoscope, die darauf abzielte, die Arbeit von Georges Demenÿ weiterzuentwickeln.

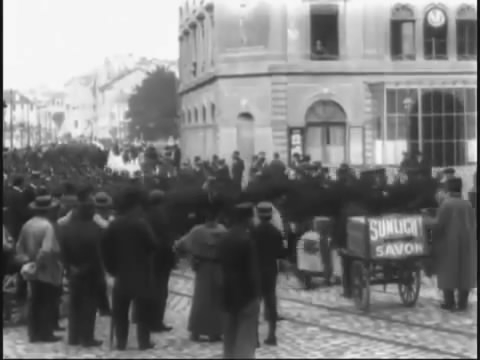
Sunlight Produktplatzierung

Als Lizenznehmer der Société Lumière produzierte er im Auftrag des Unternehmers Achilles Lotz Ende September 1896 einen Film, der von Constant Girel auf der Mittleren Rheinbrücke gedreht und in Basel, zusammen mit anderen Lumière-Streifen, dem Publikum im Stadtcasino vorgeführt wurden. Auf dem Film sind u. a. Lotz und seine Familienangehörigen, Joseph Alexis Joye sowie Lavanchy zu sehen.
Ab 1889 war er Generalagent der Lever Brothers, Hersteller von «Sunlight Soap», in der Schweiz. 1898 war er Direktor der ersten Tochterfirma der in Olten gegründeten Seifenfabrik Helvetia, die 1909 in Seifenfabrik Sunlight umbenannt wurde.
Lavanchy war Konzessionär des Hauses Lumière und veranstaltete während der Landesausstellung in Genf 1896 die ersten kinematographischen Vorführungen in der Schweiz. Für die Lever Brothers organisierte er Filmvorführungen, die immer mit Lever-Brothers-Werbung verbunden waren sowie bekannte Persönlichkeiten zeigten, u. a. Lavanchy, Ferdinand Hodler oder Emil Beurmann.
Die Häufigkeit, mit der Lavanchy in den eigenen Filmen auftrat, legt nahe, dass er der Produzent und nicht der Kameramann war, wobei letztere Funktion möglicherweise von seinem jüngeren Bruder Emile Lavanchy (1857–1923) ausgeführt wurde. Ein Jahr nach der Eröffnung der Seifenfabrik Helvetia zog sich Lavanchy aus der Firma zurück.
Als Vermittler war Lavanchy an den Verhandlungen beteiligt, die am 26. März 1896 zum Vertrag mit Ludwig Stollwerck und der Société Lumière über die Verwertung des Cinématographe der Brüder Lumière in Deutschland führten.
Lavanchy starb in seinem Haus in Cannes und wurde auf dem Cimetière du Grand Jas in Anwesenheit seiner Familie und Freunde beigesetzt. Sein Vermächtnis von nahezu 50 Filmen wurde in den 1990er Jahren von seinem Enkel Jack Lavanchy wiederentdeckt und dem Centre national du cinéma et de l’image animée in Bois d’Arcy übergeben.